# 413 (cântec)
413 (cunoscut și ca Tempus fugit 4) este un single al trupei Carla's Dreams lansat la 23 ianuarie 2018. Piesa a fost scrisă și produsă de membrii trupei Carla's Dreams
.Piesa face parte din seria Tempus fugit,o serie în care trupa lansează o piesă specială cu ocazia aniversării de când s-a înființat trupa. Piesa este al patrulea din această serie,fiind lansat cu ocazia a 6 ani de la înființarea proiectului. Piesa a devenit foarte apreciată de fanii,fie că pentru unii ar fi prima piesă din această serie pe care o ascultă.
Piesa a fost compusă de membrii trupei Carla's Dreams,iar de producție s-au ocupat Alex Cotoi și Carla's Dreams.

## Videoclip

Scena din clip în care solistul trupei apare cu efecte glitch aplicate pe el

Filmările au avut loc la Chișinău,sub regia lui Roman Burlaca. Clipul este unul cu imagini intermitente, cu Carla's Dreams ca protagonist într-un peisaj nocturn dezolant. Clipul îl prezintă pe solist pe alei lăturalnice, dansând lent cu o grafică cu glitch-uri și jucându-și sufletul la cazino.  Nu este un cazino clasic, ci este camera 413 a unui hotel select. Pare a fi o incursiune în abis, între tentații și regrete. Singurul om de la bar, singurul cartofor și aruncând regina în mod simbolic, protagonistul își dezvăluie aparent identitatea. Carla's Dreams apare ștergându-și machiajul de pe față, dar în urma să rămâne tot un chip neclar, cu un efect de blur și glitch aplicat pe chip. Videoclipul a fost postat pe canalul de YouTube al trupei și a adunat până în prezent peste 7.800.000 de vizualizări.

## Lansări
| Țara    | Data             | Format           | Casă de discuri |
| ------- | ---------------- | ---------------- | --------------- |
| România | 23 ianuarie 2018 | Digital Download | Global Records  |